# 砂棲短額鮃
砂棲短額鮃為輻鰭魚綱鰈形目鰈亞目鮃科的其中一種，為熱帶海水魚，分布於東太平洋夏威夷海域，棲息深度6-15公尺，體長可達6.9公分，棲息在底層水域，生活習性不明。

## 扩展阅读
維基物種上的相關：砂棲短額鮃